# Communauté de communes du Canton de La Chambre

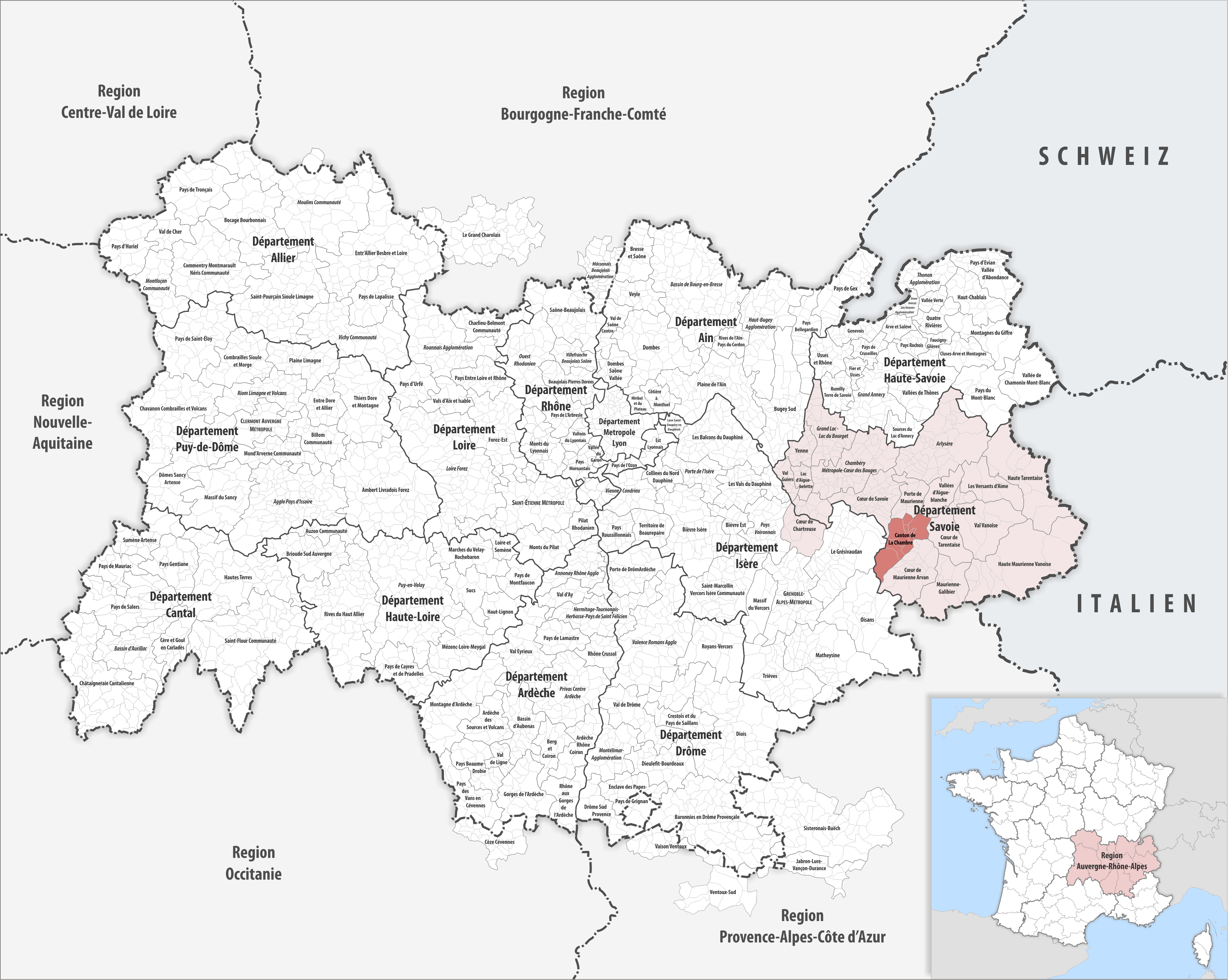

La communauté de communes du Canton de La Chambre (La4C), anciennement communauté de communes de la Vallée du Glandon, est une intercommunalité française située dans le département de la Savoie en région Auvergne-Rhône-Alpes.

## Géographie
La communauté de communes du Canton de La Chambre se situe au cœur de la vallée de la Maurienne, à l'ouest du parc national de la Vanoise, entre les cols de Madeleine et du Glandon. Son altitude varie entre 360 mètres à La Chapelle et 2 908 mètres sur la commune de Saint-Colomban-des-Villards.

## Histoire
La communauté de communes de la vallée du Glandon est créée par arrêté préfectoral du 2 janvier 2002. Elle succède au district des Villards — vallée des Villards — qui ne regroupait que les deux communes de Saint-Alban-des-Villards et Saint-Colomban-des-Villards. 
Le 22 mars 2007, la commune de Sainte-Marie-de-Cuines adhère à la communauté qui est alors la plus petite intercommunalité du département de la Savoie. 
Le 1er janvier 2014, les onze autres communes du canton de La Chambre rejoignent la communauté de communes, en vertu d'un arrêté préfectoral du 30 mai 2013. Lors de son premier conseil communautaire à 14 communes le 7 janvier 2014, les statuts sont modifiés et l'intercommunalité prend le nom de « communauté de communes du Canton de La Chambre » (La4C).
Le 1er janvier 2017, création de la commune nouvelle de Saint François Longchamp en remplacement des communes de Saint-François-Longchamp, Montaimont et Montgellafrey.

## Composition
La communauté de communes est composée des 12 communes suivantes :

| Nom                             | Code Insee | Gentilé                   | Superficie (km2) | Population (dernière pop. légale) | Densité (hab./km2) |
| ------------------------------- | ---------- | ------------------------- | ---------------- | --------------------------------- | ------------------ |
| Saint-Étienne-de-Cuines (siège) | 73231      | Cuinains                  | 20,5             | 1 193 (2022)                      | 58                 |
| La Chambre                      | 73067      | Chambrains                | 3,2              | 1 191 (2022)                      | 372                |
| La Chapelle                     | 73074      | Chapelains                | 12,28            | 327 (2022)                        | 27                 |
| Les Chavannes-en-Maurienne      | 73083      | Chavannais                | 4,69             | 216 (2022)                        | 46                 |
| Notre-Dame-du-Cruet             | 73189      | Cruélins                  | 1,9              | 221 (2022)                        | 116                |
| Saint-Alban-des-Villards        | 73221      | Villarinches ou Villarins | 24,02            | 88 (2022)                         | 3,7                |
| Saint-Avre                      | 73224      | Saint-Avrains             | 3,64             | 895 (2022)                        | 246                |
| Saint-Colomban-des-Villards     | 73230      | Villarins                 | 81,12            | 138 (2022)                        | 1,7                |
| Saint François Longchamp        | 73235      | Inversaires               | 60,68            | 487 (2022)                        | 8                  |
| Saint-Martin-sur-la-Chambre     | 73259      | Saint-Martenains          | 4,69             | 530 (2022)                        | 113                |
| Saint-Rémy-de-Maurienne         | 73278      | Rémiliens                 | 44,26            | 1 263 (2022)                      | 29                 |
| Sainte-Marie-de-Cuines          | 73255      | Cuinains                  | 14,95            | 840 (2022)                        | 56                 |

## Administration

### Statut
Le regroupement de communes a dès sa création pris la forme d’une communauté de communes. L’intercommunalité est enregistrée au répertoire des entreprises sous le code SIREN 247 300 361. Son activité est enregistrée sous le code APE 8411Z

### Présidents
| Période                                  | Période  | Identité           | Étiquette | Qualité                                        |
| ---------------------------------------- | -------- | ------------------ | --------- | ---------------------------------------------- |
| Les données manquantes sont à compléter. |          |                    |           |                                                |
| ?                                        | 2014     | Claude André       |           |                                                |
| 2014                                     | 2015     | Norbert Combet     |           |                                                |
| 2015                                     | 2018     | Christian Rochette | UMP-LR    | Maire de Saint-Rémy-de-Maurienne (2001 → 2020) |
| 2018                                     | En cours | Bernard Chêne      | SE        | Maire délégué de Saint-François-Longchamp      |

### Conseil communautaire
À la suite de la réforme des collectivités territoriales de 2013, les conseillers communautaires dans les communes de plus de 1000 habitants sont élus au suffrage universel direct en même temps que les conseillers municipaux. Dans les communes de moins de 1000 habitants, les conseillers communautaires seront désignés par le conseil municipal élu l'ordre du tableau des conseillers municipaux en commençant par le maire puis les adjoints et enfin les conseillers municipaux. Les règles de composition des conseils communautaires ayant changé, celui-ci comptera à partir de mars 2014 trente conseillers communautaires qui sont répartis selon la démographie :

### Bureau
Le conseil communautaire élit un président et des vice-présidents. Ces derniers, avec d'autres membres du conseil communautaire, constituent le bureau. Le conseil communautaire délègue une partie de ses compétences au bureau et au président. 

## Démographie
| 1968  | 1975  | 1982  | 1990  | 1999  | 2010  |
| ----- | ----- | ----- | ----- | ----- | ----- |
| 5 530 | 5 491 | 5 706 | 5 942 | 6 195 | 7 186 |

### Pyramide des âges
| Hommes | Classe d’âge | Femmes |
| ------ | ------------ | ------ |
| 0,2    | 90 ans ou +  | 1,4    |
| 8,2    | 75 à 89 ans  | 11,6   |
| 15,2   | 60 à 74 ans  | 15,3   |
| 22,1   | 45 à 59 ans  | 21,3   |
| 20,8   | 30 à 44 ans  | 19,3   |
| 13,9   | 15 à 29 ans  | 14,1   |
| 19,6   | 0 à 14 ans   | 17,0   |

| Hommes | Classe d’âge | Femmes |
| ------ | ------------ | ------ |
| 0,3    | 90 ans ou +  | 0,5    |
| 6,1    | 75 à 89 ans  | 9,0    |
| 13,8   | 60 à 74 ans  | 14,4   |
| 24,2   | 45 à 59 ans  | 22,3   |
| 22,5   | 30 à 44 ans  | 21,1   |
| 15,0   | 15 à 29 ans  | 14,6   |
| 18,0   | 0 à 14 ans   | 18,1   |

## Compétences
Les actions qu'entreprend la communauté de communes du Canton de La Chambre sont celles que les communes ont souhaité lui transférer. Ces dernières sont définies dans ses statuts.
- Aménagement de l’espace :

– Élaboration et mise en œuvre du Schéma de Cohérence Territoriale (SCoT),

– Études, animation et réalisations des actions programmées dans le cadre des politiques contractuelles concernant l’ensemble du territoire de la Maurienne,

– Accompagnement des projets agricoles, aide à l’installation d’agriculteurs…
- Actions de développement économique :

– Création, aménagement, commercialisation, promotion, entretien et gestion des zones d’activités industrielles, artisanales et tertiaires,

– Action et soutien des activités commerciales et artisanales,

– Information touristique.

- Politique du logement et du cadre de vie :

– Étude et mise en œuvre d’un Programme Local de l’Habitat (P.L.H.),

– Étude et réalisation d’Opérations Programmées d’Amélioration de l’Habitat (Type O.P.A.H.) ou autres procédures de même nature,

– Consultance architecturale.
- Construction, entretien et fonctionnement d’équipements culturels ou sportifs et d’équipements de l’enseignement préélémentaire et élémentaire
- Action sociale :

– Mise en œuvre de la politique petite enfance, enfance et jeunesse : Halte-garderie, crèche et Micro-crèche – Relais d’assistance maternelle (RAM) – Lieux d’accueil enfants/parents (LAEP) – Accueils de Loisirs…

– La communauté de communes du Canton de La Chambre (La 4C) est support juridique d’un CIAS. L’EHPAD Bel’Fontaine est d’intérêt communautaire.
- Autres compétences :

– Entretien et gestion d’une chambre funéraire intercommunale,

– Prise en charge de dépenses de fonctionnement du Collège de Saint Étienne de Cuines,

– Prise en charge des frais de location de meublés pour le logement des gendarmes mobiles saisonniers de la brigade de La Chambre,

– Travaux d’aménagement et de sécurisation des abords de la gare intercommunale de Saint Avre-La Chambre,

– Participation aux financements des réseaux de communication à très haut débit.

– Réflexions en cours concernant la création d’une maison de santé pluridisciplinaire et la mise en valeur du bâtiment de la gare.